# Задалеское сельское поселение
Задалеское се́льское поселе́ние — муниципальное образование в Ирафском районе Северной Осетии Российской Федерации.
Административный центр — село Мацута.

## История
Статус и границы сельского поселения установлены Законом Республики Северная Осетия-Алания от 5 марта 2005 года № 14-рз «Об установлении границ муниципального образования Ирафский район, наделении его статусом муниципального района, образовании в его составе муниципальных образований - сельских поселений и установлении их границ»

## Население
| 2002 | 2010 | 2011 | 2012 | 2013 | 2014 | 2015 |
| ---- | ---- | ---- | ---- | ---- | ---- | ---- |
| 152  | ↘137 | →137 | ↗138 | ↘130 | ↘117 | ↘109 |
| 2016 | 2017 | 2018 | 2019 | 2020 | 2021 | 2023 |
| ↗117 | ↘116 | ↗119 | ↘113 | →113 | ↗142 | ↘137 |
| 2024 | 2025 |      |      |      |      |      |
| ↗138 | ↘137 |      |      |      |      |      |

## Состав сельского поселения
| № | Населённый пункт | Тип населённого пункта       | Население |
| - | ---------------- | ---------------------------- | --------- |
| 1 | Верхний Задалеск | село                         | ↘4        |
| 2 | Верхний Нар      | село                         | ↘3        |
| 3 | Донифарс         | село                         | ↘4        |
| 4 | Лезгор           | село                         | ↘2        |
| 5 | Мацута           | село, административный центр | ↗53       |
| 6 | Нижний Задалеск  | село                         | ↗59       |
| 7 | Нижний Нар       | село                         | ↘17       |
| 8 | Ханаз            | село                         | →0        |

В состав сельского округа входило село Гулар.